# Nizki Island
Nizki Island (Aleoets: Avayax̂) is het middelste onbewoonde eiland van de Semichi Islands, een subgroep van de Near Islands, een eilandengroep in het uiterste westen van de Aleoeten van Alaska. Ten oosten van het eiland - gescheiden door de Shemya Pass - ligt Shemya en ten westen ligt Alaid. Soms is Nizki verbonden met Alaid door middel van een schoorwal.
Waarschijnlijk komt de naam Nizki van het Russische nizkiy, wat laag betekent.